# 757
757(칠백오십칠)은 756보다 크고 758보다 작은 자연수다.

## 수학
- 134번째 소수다. 앞의 소수는 751, 다음 소수는 761이다.
  - 16번째 회문 소수다. 앞의 회문 소수는 727, 다음은 787이다.
  - 베르누이 수의 분자 {\displaystyle B_{514}}를 나눌 수 있는 비정규 소수다.
- 피타고라스 삼조의 빗변의 길이이다. ({\displaystyle 468^{2}+595^{2}=757^{2}})[a]
- {\displaystyle 757=97+101+103+107+109+113+127}
  - 연속하는 소수(素數) 7개의 합으로 나타낼 수 있으며, 이 성질을 지닌 앞의 수는 719, 다음 수는 791이다.
- {\displaystyle 757=9^{2}+26^{2}}
- {\displaystyle 3^{9}-1}은 757로 나누어떨어진다.

## 과학
- 757 포틀랜디아(영어판): 소행성.

## 교통

### 항공
- 보잉 757: 보잉에서 개발한 쌍발 제트 여객기.

### 철도
- 서울 지하철 7호선 삼산체육관역의 역번호.

### 도로
- 757번 미에현도(일본어판)

## 군사
- 757 해군 항공대(영어판): 과거 존재한 영국의 해군 항공대.
- U-757(영어판, 독일어판): 제2차 세계 대전에 사용된 나치 독일의 군용 잠수함.

## 문화유산
- 대한민국의 보물 제757호: 감지금니대방광불화엄경 주본 권46

## 기타
- 연도: 757년, 기원전 757년